# Josef Mangold

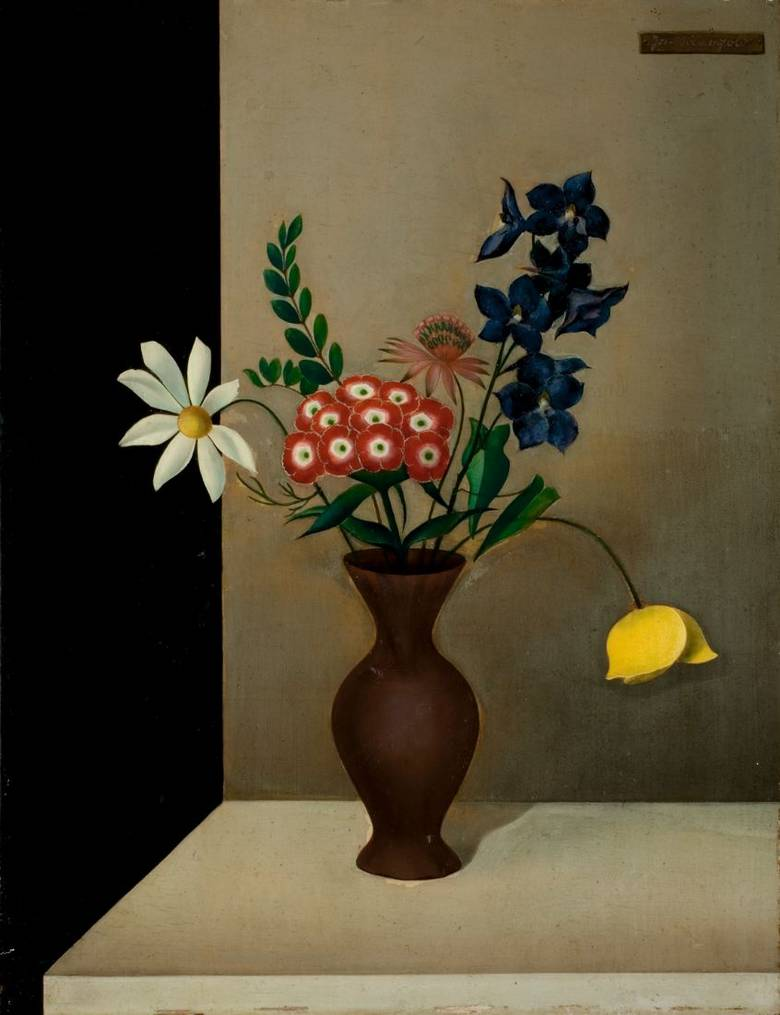
Martwa natura z kwiatami

Josef Mangold (także: Joseph Mangold; ur. 11 listopada 1884 w Kolonii, zm. 1937 tamże, lub około roku 1942 w hitlerowskim obozie koncentracyjnym) – malarz niemiecki pochodzenia żydowskiego. Zaliczany do malarzy Nowej Rzeczowości w wariancie Realizmu Magicznego.
Studiował malarstwo w Szkole Rzemiosła Artystycznego w Kolonii i w szkole przy Muzeum Rzemiosła Artystycznego w Berlinie. Został członkiem założonej w roku 1928 Secesji Nadreńskiej (Rheinische Sezession).
Brak jest pewnych wiadomości o jego dalszych losach. Wiadomo tylko, że zginął w roku 1937 lub w obozie koncentracyjnym w latach późniejszych.
Malował martwe natury, kwiaty i krajobrazy w technice olejnej, gwaszu i akwareli. Część jego obrazów uległa zniszczeniu w roku 1937 podczas akcji przeciw „sztuce zdegenerowanej”.